# White Knuckle Ride
White Knuckle Ride è il primo singolo estratto dal settimo album di inediti del gruppo musicale britannico acid jazz-funk Jamiroquai, Rock Dust Light Star. Il brano è stato scritto da Jason Kay, leader del gruppo, e da Matt Johnson. Il singolo è acquistabile negli store su vinile in edizione limitata e scaricabile da Internet in formato MP3.
In Italia, ha raggiunto la prima posizione della classifica dei singoli nella settimana del 23 settembre 2010, balzando dalla 47ª alla 1ª posizione. Nonostante questo balzo la canzone esaurisce presto il suo successo: mantiene la prima posizione solo per una settimana resistendo nella top 10 italiana solamente quattro settimane.

## Tracce
UK CD Single
1. White Knuckle Ride (Radio Edit) - 3:37
2. White Knuckle Ride (Seamus Haji Radio Edit) - 3:22

10" Vinyl
1. White Knuckle Ride (Monarchy Dub) - 7:03
2. White Knuckle Ride (Penguin Prison Instrumental) - 4:29
3. White Knuckle Ride (Seamus Haji Instrumental) - 4:41

European CD Single
1. White Knuckle Ride (Radio Edit) - 3:37
2. White Knuckle Ride (Seamus Haji Remix) - 4:41
3. White Knuckle Ride (Penguin Prison Remix) - 4:29
4. White Knuckle Ride (Monarchy Remix) - 6:28

## Classifiche
| Classifica (2010) | Posizione più alta |
| ----------------- | ------------------ |
| Austria           | 37                 |
| Belgio (Fiandre)  | 41                 |
| Belgio (Vallonia) | 34                 |
| Finlandia         | 16                 |
| Giappone          | 16                 |
| Italia            | 1                  |
| Paesi Bassi       | 15                 |
| Slovacchia        | 64                 |
| Svizzera          | 20                 |

### Classifica italiana
| Posizione | 47    | 1     | 4      | 9      | 5      |
| Fonti     | [ 8 ] | [ 9 ] | [ 10 ] | [ 11 ] | [ 12 ] |

### Classifiche di fine anno
| Classifica (2010) | Posizione |
| ----------------- | --------- |
| Giappone          | 76        |
| Italia            | 65        |